# ノルデン爆撃照準器

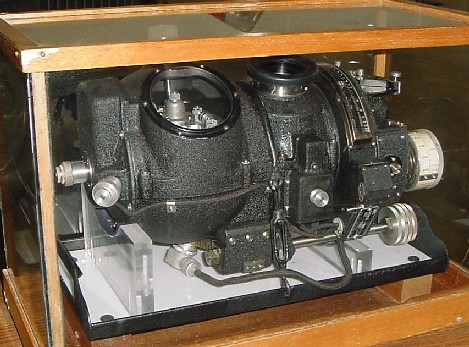
ノルデン爆撃照準器。上部サイトヘッド（照準器）

ノルデン爆撃照準器（ノルデンばくげきしょうじゅんき、英: Norden bombsight）は、第二次世界大戦中、アメリカ陸軍航空軍 (USAAF) にて採用されていた、爆撃機の搭乗員が正確に爆弾を投下できる様に援助するための爆撃照準器である。またこの照準器は第二次世界大戦後半の1944年まで最高機密として取り扱われていた。制式名称は「M」サイトであり、基本構造を同一とするいくつかの型式がある。

## 開発経緯
ノルデン爆撃照準器はカール・ルーカス・ノルデンによって当初アメリカ海軍航空向けに研究開発が始まるが、後にアメリカ陸軍に採用される。1920年からノルデン爆撃照準器の研究を始め、1927年には生産が開始された。
生産当初、陸軍は機密上海軍を通して調達する事しかできず、ノルデン爆撃照準器の需要が高まるにつれ、需要に対し調達数が下回ることが多くなった。そこで陸軍はノルデン社との直接取引や陸軍管理下での生産など試みるが海軍との確執により頓挫。しかし、その後海軍承認のもと設計製作など全ての工程を一社に纏めたヴィクター社が設立され、1943年には本格的に生産が開始された。

## 装置構成

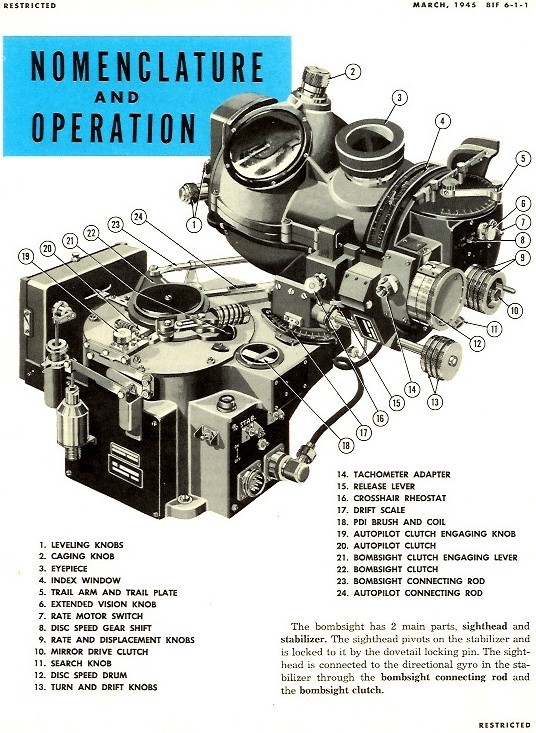
ノルデン照準器構成図。左側がスタビライザー（安定装置）右側がサイトヘッド（照準器）

ノルデン爆撃照準器は「安定装置」と爆撃照準を行う「照準器」の2つの部分から構成されている。安定装置は照準器の状態を水平に保つ（レベリング）ためのジャイロセンサーが内蔵されており、その上部には飛行コースを保つための指示クラッチや爆弾投下連動レバーが装備されている。
照準器には投下目標を目視するための望遠鏡（アイピース）が備え付けられ、それを作動させるための電気モーターなどが組み込まれている。アイピースを使用して機体直下から目標点まで動かしたその鉛直スライド量から「対地速度」「距離」「高度」などの計測を行い、風の影響による機体の向き「偏流角」（ドリフトアングル）や「機位」情報を入力し、水準器を使用した機体の水平度など、それらの爆撃機飛行状態を照準器に付属しているノブを調整し、機体情報を入力すると、照準器自体が自動的に計算した投下目標点での自動投下が行えるようになる。
またこの装置は爆撃機の自動操縦装置と連動しており、自動操縦装置を作動させた状態で照準器を動作させ、爆撃行程に入ると操縦は操縦士から爆撃手に移管され、爆撃手が「機長」となる。この間は照準器の入力情報で飛行する。操縦士は機体の水平を保つ程度の操作で補助を行う。

## 機密保持
爆撃要員は装置を使用した訓練に入る前に機密保持の宣誓を求められた。機体外への脱出など緊急時には自らの命を代償にしてでも処分を優先させ、必要に応じて銃撃で重要な部品を破壊して使用不能にしなければならなかった。この方法ではほとんど無傷の装置が敵に渡ってしまう恐れがあるため、テルミット手榴弾が取り付けられた。機体が地上にある場合などは取り外して専用の金庫にて管理保管し、修理なども Supply Depot Service Group と呼ばれる部門の専属下士官が行った。爆撃要員が持ち出し移動中には銃の携帯も許されていた。
1942年（昭和17年）4月のドーリットル空襲では、使用されたB-25（ドーリットル隊）のノルデン爆撃照準器は出撃前に取り外され、代わりに簡易型の爆撃照準器が使用された。これはノルデン照準器が低空からの投弾に適さないことと、迎撃される可能性が高い低空飛行のため、撃墜された際に最高機密が漏れることを憂慮した結果とも言われている。
従軍カメラマンだったロバート・キャパはヨーロッパ戦線でB-17爆撃機の取材中に、ノルデン照準器が写真に写っていたために検閲の対象になりかけたというエピソードがある。
1944年までノルデン爆撃照準器の機密レベルは下げられなかった。

## コピー
ドイツではカール・L・ノルデン社 (Carl L. Norden Corp.) に勤務していた「デュケインのスパイ網」の一員ヘルマン・W・ラングによりもたらされた資料を元にロトフェルンロール 7を開発して爆撃機に搭載した。
日本軍ではB-25から鹵獲した物を元に1944年（昭和19年）2月に光学爆撃照準器（模倣品）を製作したが量産できなかった。この他にフィリピンで捕獲したB-17に装備されていた物をコピーした10型爆撃照準具をキ74に搭載したが実戦投入前に終戦を迎えた。その他にノルデン照準器と同等の自動爆撃照準器も研究されていたが戦局に間に合わなかった。

## 登場作品
- メンフィス・ベル